# Charles François Joseph Foncez
Le chevalier Charles François Joseph Foncez est un avocat, magistrat et homme politique, né le 16 avril 1752 à Mons et mort après 1830.

## Biographie
Charles François Joseph Foncez est le fils de Louis Joseph Foncez, maître orfèvre, et de Marie Jeanne Joseph Taveau. Marié avec Marie Joseph Valentine Eulalie Fostier, fille de Jacques Joseph Fostier et de Marie Louise Lardinois, il est le beau-père de Jean-Baptiste Ablay et de Charles Stanislas Joseph Andry, pharmacien en chef des hospices civils de Mons.
Après avoir suivi ses humanités et une année de théologie, il obtient sa licence en droit à l'Université de Louvain en 1776 et est reçu avocat à la Cour souveraine de Hainaut en 1778. Il devient capitaine des Bourgeois de Mons et auditeur dans le régiment des dragons de Hainaut en 1790, chargé de la poursuite et de l'instruction des procès criminel dans le cadre de la révolution brabançonne.
Juge au tribunal supérieur du Hainaut en 1792, receveur du district de Mons, il prend ensuite les fonctions de premier président de la cour de justice criminelle du département de Jemmapes.
Le 25 germinal an VI, il est élu député du département de Jemmapes au Conseil des Cinq-Cents. Dans la séance du 2 fructidor an VI, il parle sur la nouvelle loi de la conscription et s'oppose à ce que cette loi puisse s'appliquer intégralement aux départements belges. Le 12 du même mois, il présente quelques observations sur la vente des biens nationaux, et propose, pour la diminution des frais d'administration, des mesures qui sont adoptées. Le 14 nivôse an VII, il recherche les causes de la faiblesse des produits de la poste aux lettres, qui ne rapportait pas plus qu'avant la Révolution, bien que le territoire eût été considérablement agrandi et le tarif augmenté.
Favorable au coup d'État du 18 Brumaire, il est nommé conseiller général du département (dont il devient président), juge au tribunal d'appel du département de la Dyle le 17 messidor an VIII puis conseiller à la cour d'appel de Bruxelles.
Sous le royaume uni des Pays-Bas, il devient avocat à la cour supérieure de justice à Bruxelles.
Il reçoit la décoration de la Légion d'honneur en l'an XII et est fait chevalier de l'Empire le 13 février 1811.
Il est membre honoraire de l'Athénée de la langue française depuis 1807.

## Mandats et fonctions
- Membre du Conseil des Cinq-Cents : 1798-1799
- Président de la cour de justice criminelle du département de Jemmapes
- Président du Conseil général du département de Jemmapes

## Publications
- Motion d'ordre faite par Foncez (de Jemmappes), sur les barrières, ou droits de passe : séance du troisième jour complémentaire an 6.
- Rapport par Foncez (de Jemmapes) sur les opérations de l'assemblée électorale du département de l'Ourthe, où il y a eu scission pour la nomination des administrateurs du département : Séance du 8 messidor an 6.
- Motion d'ordre faite par Foncez (de Jemmappes), sur la navigation intérieure: Séance du 8 vendémiaire an 7.
- Corps législatif. Conseil des Cinq-cents. Discours prononcé par Foncez (de Jemmapes) sur le départ des conscrits. Séance du 7 frimaire an VII.
- Corps législatif. Conseil des Cinq-cents. Opinion de Foncez (de Jemmappes) sur le projet de résolution présenté par la commission des finances en la séance du 17 germinal an VII, tendant à accorder un nouveau délai aux acquéreurs des domaines nationaux en exécution de la loi du 9 vendémiaire an VI. Séance du 24 germinal an VII.